# Drew Barry
Pour les articles homonymes, voir Barry.
Drew Barry, né le 17 février 1973, à Oakland, en Californie, est un ancien joueur américain de basket-ball. Il évolue au poste d'arrière. Il est le fils de Rick Barry et le frère de Scooter, Jon et Brent Barry.